# Chhipchhipe
Chhipchhipe – gaun wikas samiti w zachodniej części Nepalu w strefie Gandaki w dystrykcie Tanahu. Według nepalskiego spisu powszechnego z 2001 roku liczył on 378 gospodarstw domowych i 2672 mieszkańców (1363 kobiet i 1309 mężczyzn).